# Hey Bulldog
Hey Bulldog (Lennon/McCartney) är en låt av The Beatles från 1968.

## Låten och inspelningen
En låt som arbetades fram i studion efter en idé av John Lennon den 11 februari 1968. Man skulle egentligen filma en slags video till Lady Madonna men kom alltså under tiden att skapa och spela in ännu en låt med tanke på soundtracket till Gul gul gul är vår undervattningsbåt. Den bluesiga låten präglas av kraftfull sång från Lennon (som försökte komma ur sitt LSD-missbruk) och pigga piano- och basgångar. För första gången deltog en ny åskådare i kretsen kring Beatles vid inspelningen: Yoko Ono. Låten kom med på soundtracket till Yellow Submarine, som utgavs i USA och England 13 respektive 17 januari 1969. 

## Coverversioner
Coverversioner av låten finns bland annat med Alice Cooper, Maurice Chevalier och Roots Manuva.
Under The Beatles 50-årsjubileums konsert spelade Dave Grohl och Jeff Lynne en cover av Hey Bulldog.